# Villa Wuppermann

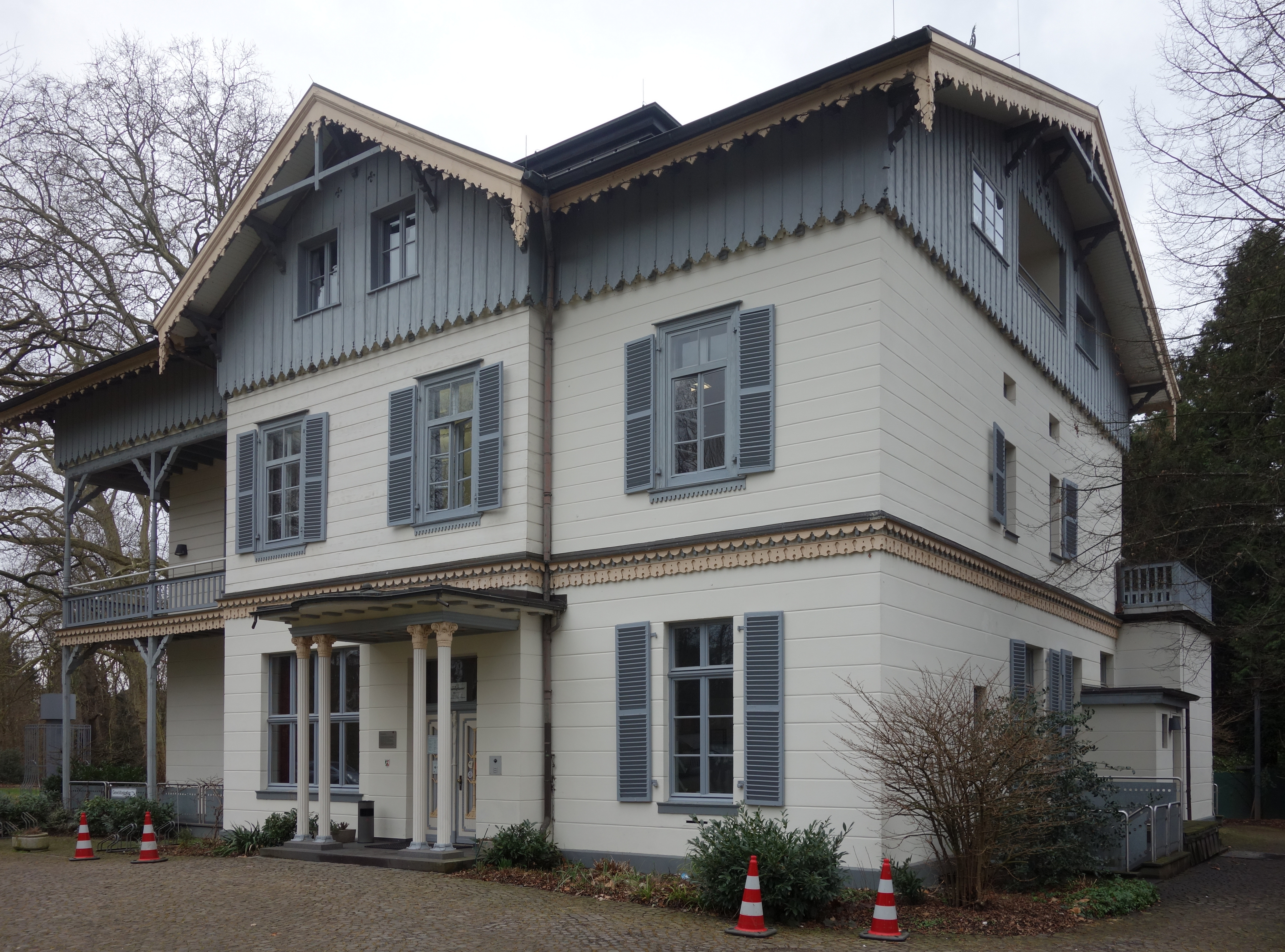
Villa Wuppermann

Die Villa Wuppermann ist eine ehemalige zweigeschossige Fabrikantenvilla im Stadtteil Schlebusch der kreisfreien Stadt Leverkusen in Nordrhein-Westfalen.

## Geschichte
Seit dem Beginn des 19. Jahrhunderts ließen sich in der heutigen Stadt Leverkusen und ihrer Umgebung Unternehmer nieder, darunter Friedrich Bayer mit den Werken in Wiesdorf, die Familie Kuhlmann mit der Sensenfabrik in Schlebusch sowie die Familie Wuppermann mit einem Walzwerk in Manfort.
Im Jahre 1844 erwarb der Mülheimer Tuchfabrikant Christoph Andreae, ein Nachkomme des gleichnamigen Christoph Andreae, ein Grundstück an der Dhünn, welches zu den Ländereien um Morsbroich gehörte. Elf Jahre später ließ er dort einen Sommersitz im Stil eines Schweizer Landhauses errichten. Es handelt sich um ein Holzhaus mit Balkonen und Veranden sowie weit über die Wand hinausragenden flachen Dächern. Die hölzernen Balken und Balustraden sind mit zahlreichen feinen Schnitzereien verziert.
Nach mehreren Umbauten und Erweiterungen kaufte im Jahre 1885 der Industrielle Heinrich Theodor Wuppermann die Villa von der Witwe von Christoph Andreae. Wuppermann ließ die Villa ausbauen und mit einem Heizungssystem versehen.
1987 erwarb die Stadt Leverkusen die Villa zusammen mit dem großzügigen Park, nachdem sie bis dahin im Familienbesitz Wuppermann war.
1991 begann der Umbau der denkmalgeschützten Villa Wuppermann zum heutigen Bürgerzentrum, in dem u. a. Veranstaltungen, Tagungen, Seminare, Hochzeiten und andere Events stattfinden. Zugleich ist die Villa Sitz des Bezirksbürgermeisters des Stadtbezirkes III. 
Nach umfangreichen Renovierungsmaßnahmen im Juli 2008 übernahm die städtische Tochtergesellschaft JOB Service Leverkusen gGmbH die Betriebsführung des Bürgerzentrums Villa Wuppermann.

## Gartenanlage

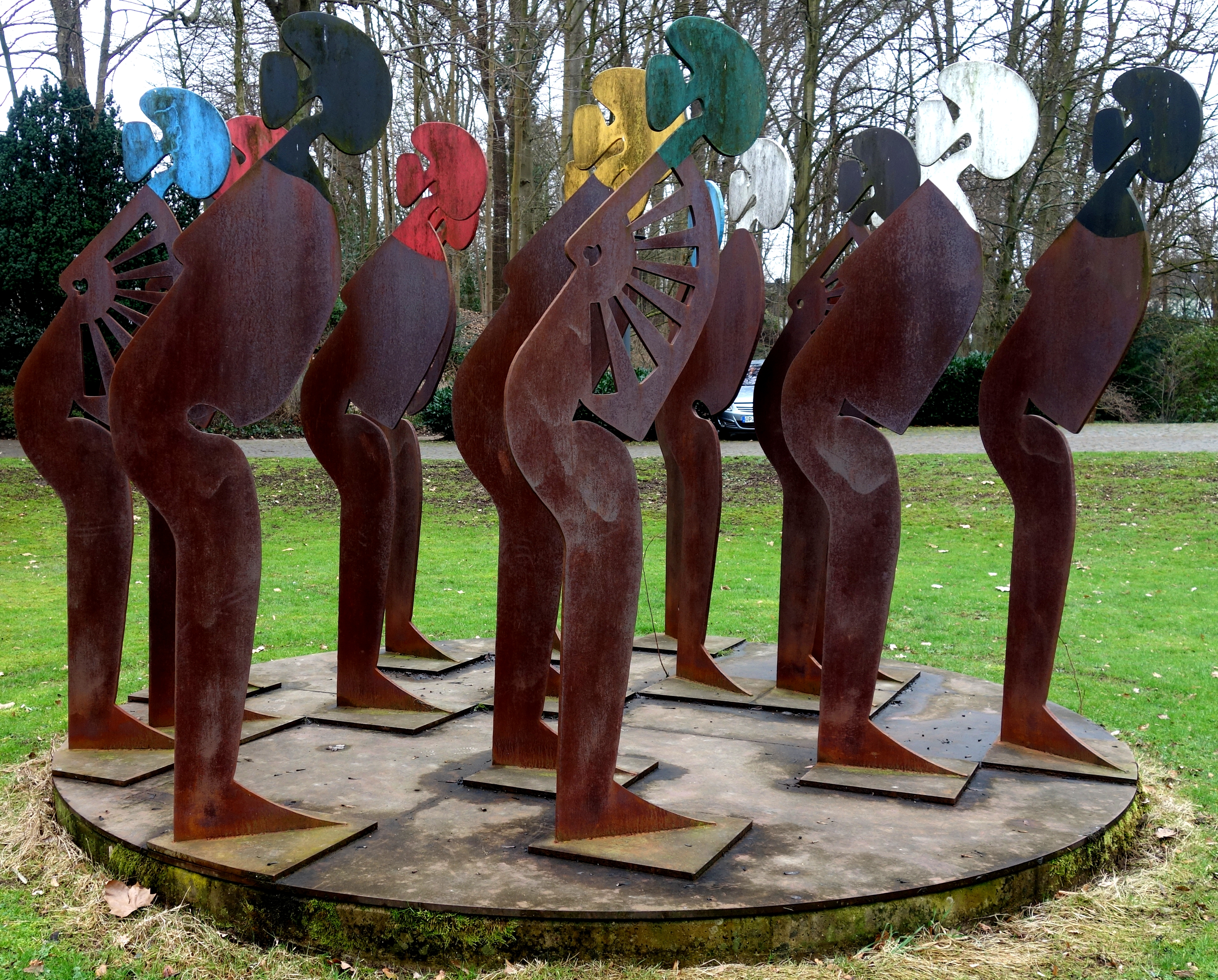
Skulpturengruppe Plaudernde Menschen des Leverkusener Künstlers Eberhard Foest von 1993

Zeitgleich mit dem Bau des Landsitzes entstand um die Villa herum ein großer Garten im Stil eines englischen Landschaftsparks. Im Unterschied zu Barockgärten, in denen die Wege stets geradlinig auf das Hauptgebäude zulaufen, schlängeln sie sich im englischen Landschaftspark mit zahlreichen Kurven durch das Gelände, wie es auch beim Garten der Villa Wuppermann der Fall ist.
Im vorderen Teil des Gartens befindet sich die Skulpturengruppe Plaudernde Menschen des Leverkusener Künstlers Eberhard Foest von 1993.

## Innenausstattung
Das Erdgeschoss beherbergt ein Kaminzimmer mit Empfangsraum und Bibliothek. Kleinere Räume, die sich beispielsweise für Seminare eignen, befinden sich im ersten Obergeschoss sowie im Dachgeschoss. Der Gewölbekeller im Untergeschoss bietet Platz für bis zu 90 Gäste bei Stehempfängen und für 50 Gäste bei Sitzbestuhlung. 

## Denkmalschutz
Die Villa Wuppermann wurde am 8. Mai 1984 unter der Nummer 101 in die Liste der Baudenkmäler in Leverkusen eingetragen.